# Komsomolskoje (Tschuwaschien)
Komsomolskoje (russisch Комсомо́льское; offiziell tschuwaschisch Комсомольски, inoffiziell Каҫал Kaşal) ist ein Dorf (selo) in der Republik Tschuwaschien in Russland mit 4905 Einwohnern (Stand 14. Oktober 2010).

## Geographie
Der Ort liegt etwa 100 km Luftlinie südlich der Republikhauptstadt Tscheboksary überwiegend am linken Ufer des linken Swijaga-Nebenflusses Kubnja.
Komsomolskoje ist Verwaltungszentrum des Rajons Komsomolski sowie Sitz der Landgemeinde Komsomolskoje selskoje posselenije, zu der außerdem die sechs Dörfer Baibachtino (5 km südlich), Dubowka (5,5 km nördlich), Malyje Koschelei (2 km westlich), Nowoje Bikmursino (4 km südöstlich), Nowyje Koschelei (6 km nordnordwestlich) und Wassiljewka (5 km nordnordwestlich) gehören.
Die meisten Einwohner sind Tschuwaschen, daneben überwiegend Tataren und relativ wenige ethnische Russen (im gesamten Rajon unter 5 %).

## Geschichte
Der Ort ist seit Mitte des 16. Jahrhunderts bekannt und trug anfangs den Namen Koschelei (tschuwaschisch Каҫал Kaşal). Mit der Gründung des Dorfes Malyje Koschelei („Klein-Koschelei“, tschuwaschisch Кӗҫӗн Каҫал Kĕşĕn Kaşal) wenig westlich im ersten Viertel des 17. Jahrhunderts kam die Bezeichnung Bolschije Koschelei („Groß-Koschelei“, tschuwaschisch Аслӑ Каҫал Aslă Kaşal) in Gebrauch. Anfangs war das Dorf einer Wolost mit Sitz im gut 20 km nordöstlich gelegenen Dorf Chosessanowo im Ujesd Swijaschsk zugeordnet (heute in Tatarstan), aber bereits im 17. Jahrhundert kam es zum Ujesd Ziwilsk und wurde selbst Sitz einer Wolost. Die Ujesde waren ab 1708 Teil des Gouvernements Kasan (1781–1796 zwischenzeitlich Statthalterschaft Kasan).
Am 24. Juni 1920 kam der Ort mit dem Ujesd zur neu gebildeten Tschuwaschischen Autonomen Oblast, 1922 innerhalb dieser zum neu ausgewiesenen Ujesd Batyrewo, ab Einführung der Rajongliederung in der am 21. April 1925 gebildeten Tschuwaschischen ASSR am 5. September 1927 Bolschebatyrewski rajon, am 19. Mai 1935 umbenannt in Batyrewski rajon. Am 22. Februar 1939 erhielt das Dorf seinen heutigen Namen nach der kommunistischen Jugendorganisation Komsomol und wurde zugleich Sitz eines entsprechend benannten neuen Rajons. Vom 20. Dezember 1962 bis 14. März 1965 war der Rajon vorübergehend aufgelöst und sein Territorium dem nördlich benachbarten Kanaschski rajon (mit Sitz in Kanasch) angegliedert.

### Bevölkerungsentwicklung
| Jahr | Einwohner |
| ---- | --------- |
| 1795 | 0311      |
| 1897 | 1270      |
| 1926 | 1624      |
| 1939 | 1616      |
| 1959 | 2346      |
| 1970 | 2868      |
| 1979 | 3608      |
| 1989 | 4673      |
| 2002 | 4839      |
| 2010 | 4905      |

Anmerkung: ab 1897 Volkszählungsdaten

## Verkehr
Am östlichen Ortsrand von Komsomolskoje führt die föderale Fernstraße A151 von Ziwilsk nach Uljanowsk vorbei. Diese wird von der durch den Ort führenden Regionalstraße 97K-019 gekreuzt, die nach Osten zur knapp 10 km entfernten Grenze zur Republik Tatarstan verläuft (dort weiter in Richtung des Rajonzentrums Bolschije Kaibizy), und nach Südwesten zur etwa 15 km entfernt verlaufenden 97K-004, die die Rajonzentren Wurnary, Ibressi, Batyrewo und Jaltschiki verbindet. Einige Kilometer südlich von Komsomolskoje zweigt von der A151 mit der Regionalstraße 97K-010 eine weitere Route in das östlich benachbarte Rajonzentrum Jaltschiki ab.
Die nächstgelegene Bahnstation befindet sich knapp 30 km nördlich in Kanasch, wo von der Hauptstrecke Moskau – Kasan – Jekaterinburg weitere Strecken nach Tscheboksary sowie in Richtung Saransk abzweigen.